# Бернд Холценбајн
Бернд Хeлценбајн (Дерн, 9. март 1946 — 15. април 2024) био је немачки фудбалер.

## Каријера

### Клуб
Играо је за немачки клуб Ајнтрахт Франкфурт у периоду од 1967. до 1981. Три пута је освојио Куп Западне Немачке са црвено-црнима (1974, 1975, 1981) и тријумфовао у Купу УЕФА 1980. године победом против Борусије Менхенгладбах. Постигао је 160 голова на 420 утакмица Бундеслиге, што је и даље клупски рекорд. Поред тога, Хeлценбајн је био капитен Ајнтрахта.
Међутим, био је приморан да напусти клуб 1981. године, јер је одбио смањену плату. Каријеру је наставио у Сједињеним Америчким Државама, прво у Форт Лодердејл страјкерсима (1981-1983), затим Мемфис американсима (1983-1984) и за Балтимор блест (1985) који су играли у дворанској фудбалској лиги. Играчку каријеру је завршио у Западној Немачкој у ФСВ Залмталу.

### Репрезентација
За репрезентацију Западне Немачке наступао је од 1973. до 1978, Хeлценбајн је одиграо 40 утакмица и постигао пет голова. Најважнији тренутак у репрезентацији био му је током финала Светског првенства 1974, када је изнудио пенал након чега су Немци изједначили резултат против Холандије, а затим је Западна Немачка победила са 2:1. Касније је признао да се бацио на земљу у казненом простору, а да га није дотакао холандски дефанзивац Вим Јансен. Године 1976. постигао је гол у 89. минуту финала Европског првенства у Југославији, али на крају је Чехословачка успела да победи Западну Немачку после бољег извођења једанаестераца. Био је учесник Светског првенства у Аргентини 1978. године.

## Успеси

### Клуб
Ајнтрахт Франкфурт
- Куп Западне Немачке: 1974, 1975, 1981.
- Куп УЕФА: 1979/80.

### Репрезентација
Западна Немачка
- Светско првенство: 1974.
- Европско првенство: друго место 1976. Југославија.